# Coppa Italia di pallapugno 2013
La Coppa Italia di pallapugno 2013 è stata la 28ª edizione della coppa nazionale e si è svolta dal 23 marzo al 31 agosto 2013. Al torneo hanno partecipato 11 squadre di club italiane e la vittoria finale è andata per la prima volta all'Associazione Dilettantistica Polisportiva Canalese.

## Regolamento
Hanno preso parte al torneo tutte le undici squadre partecipanti al campionato di Serie A 2013. Le due squadre che hanno raggiunto la finale scudetto nella stagione precedente sono state iscritte d'ufficio ai quarti di finale, mentre le altre sono state divise in tre gruppi di qualificazione da tre squadre. Dopo un girone all'italiana con gare di sola andata, le prime due di ogni raggruppamento hanno avuto accesso ai quarti di finale ad eliminazione diretta. Si è quindi proseguito con le semifinali e la finale. Tutti gli incontri si sono disputati allo Sferisterio Edmondo De Amicis di Imperia.

## Torneo

### Gruppi di qualificazione
| Pos. | Squadra    | P | G | V | S | GV | GP | DG  |
| ---- | ---------- | - | - | - | - | -- | -- | --- |
| 1    | Subalcuneo | 2 | 2 | 2 | 0 | 12 | 4  | 8   |
| 2    | Imperiese  | 1 | 2 | 1 | 1 | 10 | 6  | 4   |
| 3    | Ricca      | 0 | 2 | 0 | 2 | 0  | 12 | -12 |

| Pos. | Squadra       | P | G | V | S | GV | GP | DG |
| ---- | ------------- | - | - | - | - | -- | -- | -- |
| 1    | Monferrina    | 2 | 2 | 2 | 0 | 12 | 6  | 6  |
| 2    | Pro Paschese  | 1 | 2 | 1 | 1 | 9  | 10 | -1 |
| 3    | Augusto Manzo | 0 | 2 | 0 | 2 | 7  | 12 | -5 |

| Pos. | Squadra       | P | G | V | S | GV | GP | DG |
| ---- | ------------- | - | - | - | - | -- | -- | -- |
| 1    | Alta Langa    | 2 | 2 | 2 | 0 | 12 | 8  | +4 |
| 2    | Virtus Langhe | 1 | 2 | 1 | 1 | 10 | 9  | +1 |
| 3    | Pro Spigno    | 0 | 2 | 0 | 2 | 7  | 12 | -5 |

| 23 marzo 2013 Sferisterio Edmondo De Amicis, Imperia | Subalcuneo | 6 - 0 | Ricca     |
| 23 marzo 2013 Sferisterio Edmondo De Amicis, Imperia | Ricca      | 0 - 6 | Imperiese |
| 23 marzo 2013 Sferisterio Edmondo De Amicis, Imperia | Subalcuneo | 6 - 4 | Imperiese |

| 24 marzo 2013 Sferisterio Edmondo De Amicis, Imperia | Pro Paschese  | 6 - 4 | Augusto Manzo |
| 24 marzo 2013 Sferisterio Edmondo De Amicis, Imperia | Augusto Manzo | 3 - 6 | Monferrina    |
| 24 marzo 2013 Sferisterio Edmondo De Amicis, Imperia | Pro Paschese  | 3 - 6 | Monferrina    |

| 25 marzo 2013 Sferisterio Edmondo De Amicis, Imperia | Alta Langa | 6 - 4 | Pro Spigno    |
| 25 marzo 2013 Sferisterio Edmondo De Amicis, Imperia | Pro Spigno | 3 - 6 | Virtus Langhe |
| 25 marzo 2013 Sferisterio Edmondo De Amicis, Imperia | Alta Langa | 6 - 4 | Virtus Langhe |

### Tabellone
|  | Quarti di finale | Quarti di finale | Quarti di finale |          |          | Semifinali    | Semifinali | Semifinali |  |  | Finali | Finali | Finali |
|  |                  |                  |                  |          |          |               |            |            |  |  |        |        |        |
|  | 1C               | Alta Langa       | 5                |          |          |               |            |            |  |  |        |        |        |
|  | 1B               | Monferrina       | 9                |          |          |               |            |            |  |  |        |        |        |
|  | 1B               | Monferrina       | 9                |          | 1B       | Monferrina    | 2          |            |  |  |        |        |        |
|  |                  |                  |                  |          | 1B       | Monferrina    | 2          |            |  |  |        |        |        |
|  |                  | 1TS              | Albese           | 11       |          |               |            |            |  |  |        |        |        |
|  | 1TS              | 1TS              | Albese           | 11       | Albese   | 9             |            |            |  |  |        |        |        |
|  | 1TS              |                  |                  |          | Albese   | 9             |            |            |  |  |        |        |        |
|  | 2B               | Pro Paschese     | 7                |          |          |               |            |            |  |  |        |        |        |
|  |                  |                  |                  |          |          |               |            |            |  |  | 1TS    | Albese | 3      |
|  |                  |                  | 2TS              | Canalese | 11       |               |            |            |  |  |        |        |        |
|  | 1A               | Subalcuneo       | 3                |          |          |               |            |            |  |  |        |        |        |
|  | 2C               | Virtus Langhe    | 9                |          |          |               |            |            |  |  |        |        |        |
|  | 2C               | Virtus Langhe    | 9                |          | 2C       | Virtus Langhe | 2          |            |  |  |        |        |        |
|  |                  |                  |                  |          | 2C       | Virtus Langhe | 2          |            |  |  |        |        |        |
|  |                  | 2TS              | Canalese         | 11       |          |               |            |            |  |  |        |        |        |
|  | 2TS              | 2TS              | Canalese         | 11       | Canalese | 9             |            |            |  |  |        |        |        |
|  | 2TS              |                  |                  |          | Canalese | 9             |            |            |  |  |        |        |        |
|  | 2A               | Imperiese        | 3                |          |          |               |            |            |  |  |        |        |        |

### Risultati

#### Quarti di finale
| 6 aprile 2013 Sferisterio Edmondo De Amicis, Imperia | Alta Langa | 5 - 9 | Monferrina    |
| 6 aprile 2013 Sferisterio Edmondo De Amicis, Imperia | Albese     | 9 - 7 | Pro Paschese  |
| 7 aprile 2013 Sferisterio Edmondo De Amicis, Imperia | Subalcuneo | 3 - 9 | Virtus Langhe |
| 7 aprile 2013 Sferisterio Edmondo De Amicis, Imperia | Canalese   | 9 - 3 | Imperiese     |

#### Semifinali
| 30 giugno 2013 Sferisterio Edmondo De Amicis, Imperia | Canalese | 11 - 3 | Virtus Langhe |
| 7 agosto 2013 Sferisterio Edmondo De Amicis, Imperia  | Albese   | 11 - 2 | Virtus Langhe |

#### Finale
| 31 agosto 2013 Sferisterio Edmondo De Amicis, Imperia | Canalese | 11 - 3 | Albese |